# Edit von Sydow
Edit Oldenburg von Sydow, född 13 september 1866 i Stockholm, död 7 september 1953 i Saltsjöbaden, var en svensk målare och grafiker.
Hon var dotter till kontorschefen Johan Fredrik Henrik Oldenburg och Gustafa Charlotta Åberg och från 1901 gift med jägmästaren Frithiof von Sydow. Hon studerade i mitten av 1880-talet måleri för Axel Kulle och Edvard Perséus samt vid Tekniska skolan 1886–1888 och Konstakademien i Stockholm 1888–1894. Under sin tid vid akademien deltog hon i akademiens etsningskurs. Hon medverkade i utställningen Svensk konst som visades i Helsingborg 1903 och i samlingsutställningar arrangerade av Föreningen Svenska Konstnärinnor. Hennes konst består av landskap och figurstudier samt en mängd grafiska blad med motiv från norra Sverige. 